# Sporobolus pulchellus
Sporobolus pulchellus är en gräsart som beskrevs av Robert Brown. Sporobolus pulchellus ingår i släktet droppgräs, och familjen gräs. Inga underarter finns listade i Catalogue of Life.